# SIAD
SIAD (Societa Italiana Acetilene e Derivati, česky "Italská společnost acetylenu a odvozených produktů") je italská nadnárodní průmyslová skupina se sídlem v Bergamu, zaměřená na výrobu průmyslových plynů, inženýring, zdravotnictví, služby a průmyslové zboží se závody v Evropě a po celém světě. Do skupiny SIAD patří i řada společností působících v příbuzných oborech souvisejících s výrobou a užitím technických plynů. Ve zdravotnictví působí ve službách veřejných a soukromých zdravotnických zařízení a působí také ve službách domácí péče. Služby environmentálního managementu, marketing spotřebního zboží a distribuce výrobků pro svařování a průmyslové nástroje doplňují obraz těchto činností.

## Historie
Společnost byla založena 3. května 1927 profesorem Quirino Sestinim, jeho synem dr. Bernardem Sestinim, Emiliem Engelem, Stefanem D'Este a Davidem Zerbim jako „Italská společnost rozpuštěného acetylenu“, v roce 1943 byla přejmenována na současný název společnosti.
Vznik SIAD také úzce souvisí s patentem, který v roce 1927 podali Quirino a Bernardo Sestini a který se týká „... monolitické porézní hmoty, která má být použita jako plnivo pro lahve obsahující acetylen rozpuštěný v rozpouštědle, jako je aceton“. Tento vynález představoval krok vpřed pro skladování a použití acetylenu ve srovnání s předchozími způsoby, které se ukázaly jako nedokonalé a zahrnovaly vysoké riziko výbuchu a poškození majetku a osob. V roce 1946 firma SIAD převzala SBOA, společnost vytvořenou v roce 1921 stejnými akcionáři jako SIAD (kromě Zerbiho) jako Società Bergamasca Ossigeno Altri Gas a přejmenována v roce 1923 Società Bergamasca Ossigeno Noto.
V roce 1953 byla založena sesterská společnost SIAD Macchine Impianti pro návrh a konstrukci závodů na výrobu plynu a pístových kompresorů (vyráběných již od roku 1927 a do té doby řízených „mechanickým rozdělením“ SIAD). SIAD Macchine Impianti staví závody, které pokrývají řadu průmyslových plynů, a prodává zařízení speciálně navržená pro výrobu kyslíku a dalších plynů kryogenními metodami nebo pomocí molekulárních sít. Je schopen postavit systémy namontované na ližinách, a tedy mobilní, pro výrobu dusíku, acetylenu, oxidu dusného a dalších produktů, a také vyrábí kryogenní zásobníky na zkapalněné plyny. Od roku 1997 společnost SIAD Macchine Impianti působí v Číně se společností SIAD Macchine Impianti Trading (Šanghaj) Co. pro prodej pístových kompresorů API618 a standardních kompresorů pro vyfukování PET lahví. Funguje také jako servisní středisko pro pístové kompresory API 618 a standardní kompresory pro foukání PET lahví a má velkou zásobu náhradních dílů. Od července 2013 působí také společnost SIAD Engineering (Hangzhou), první a jediná pobočka v Číně, která se věnuje designu, konstrukci, výrobě a marketingu kryogenních systémů pro separaci vzduchu se značkou „SIAD“ a v roce 2017 byla založena společnost SIAD Macchine Impianti Middle East FZC v SAE.
V roce 1989 italská společnost SIAD S.p.A. uzavřela joint-venture se společností Praxair (USA), hlavní průmyslovou plynárenskou společností v Severní a Jižní Americe a jednou z nejdůležitějších na světě. Tato oboustranně výhodná smlouva trvala téměř 30 let, avšak v důsledku fúze mezi společností Praxair a společností Linde došlo listopadu 2018 k ukončení činnosti společného podniku mezi společnostmi SIAD a Praxair. Prostřednictvím své holdingové společnosti Flow Fin společnost SIAD odkoupila zpět akcie společnosti Praxair Italy v SIAD a následně prodala své akcie společnosti Rivoira společnosti Praxair Italy. Ta byla následně prodána japonské skupině Taiyo Nippon Sanso vstupující na evropský trh prostřednictvím Nippon Gases Europe. V důsledku transakce SIAD převzal kontrolu nad skupinou Medigas a IGAT avšak opustil společnost Chemgas.
V roce 2014 skupina SIAD dokončila akvizici společnosti Tecno Project Industriale specializující se na konstrukci a výrobu zařízení na zpětné získávání průmyslových plynů, jako je oxid uhličitý a metan. V roce 2015 byl spuštěn nový výrobní závod v Porto Torres. V roce 2016 SIAD získala 100% skupiny Istrabenz Plini Group , slovinské společnosti působící v odvětví průmyslového plynu ve Slovinsku , Chorvatsku , Srbsku a Bosně a Hercegovině. V září 2019 byl položen základní kámen pro vytvoření v Osio Sopra na ploše 2600 metrů čtverečních výzkumného centra ke studiu inovativních směsí a nových aplikací plynů v potravinářském, environmentálním, lékařském a farmaceutickém oboru. Investice je 15 milionů eur.
Společnost SIAD je zastoupena v patnácti evropských zemích (mimo mateřské Itálie) prostřednictvím dceřiných společností využívajících místní výrobní závody a prodejní kapacity: Rakousko (1989), Slovinsko (1990), Česká republika (1993), Maďarsko a Chorvatsko (1994), Rumunsko (1996), Slovensko (1997), Bosna a Hercegovina a Srbsko (2006), Ukrajina a Rusko (2007), Polsko (2015), Německo a Francie (2020).

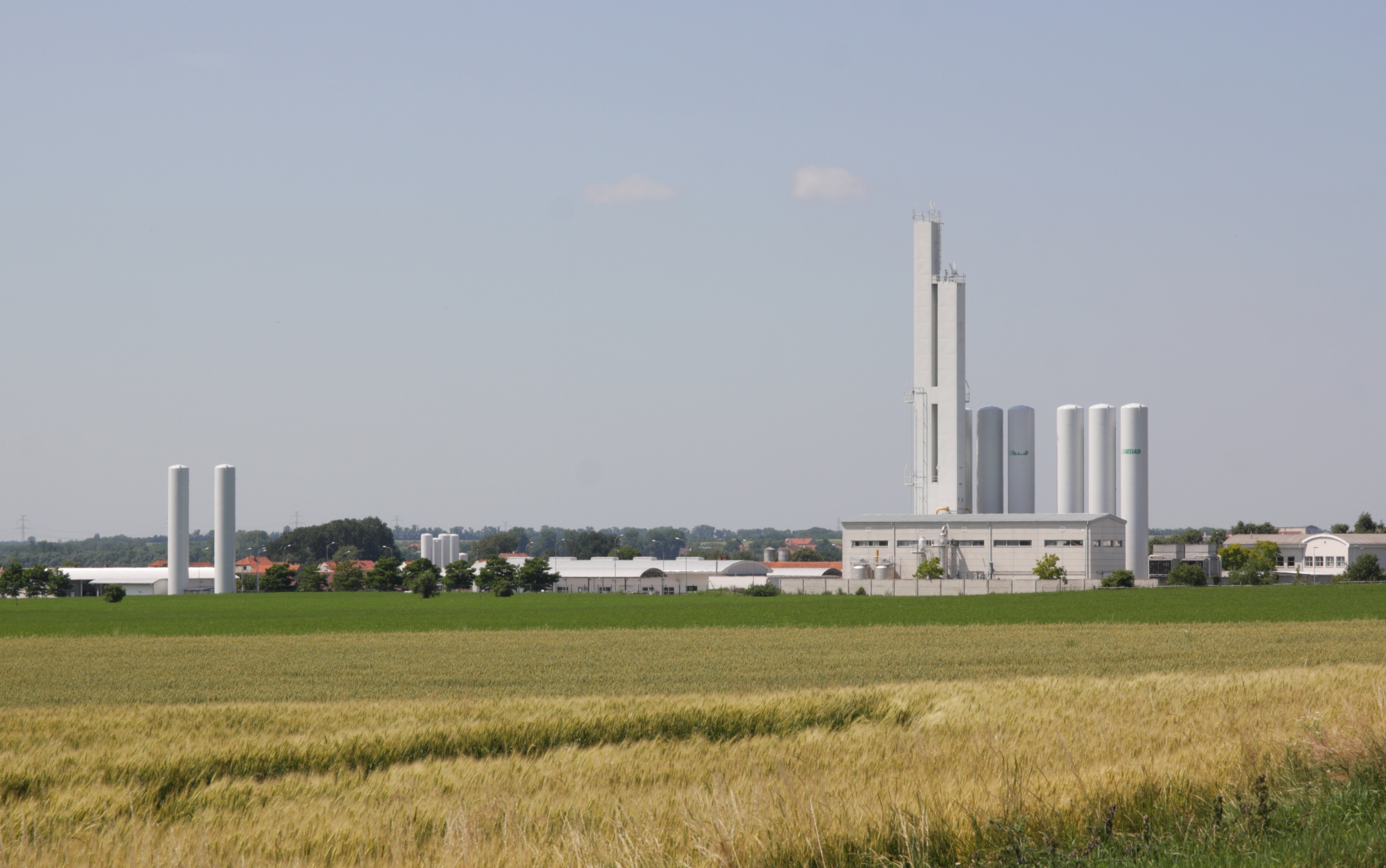
SIAD Rajhradice

## Působnost v České republice
Po roce 1989 SIAD rozšířila svoje aktivity do zemí střední a východní Evropy. Společnost SIAD S.p.A. otevřela v Československu v roce 1991 obchodní kancelář k prodeji speciálních plynů (inertní a vzácné plyny a jejich směsi), plynů pro elektroniku a kalibračních směsí. Krátce poté bylo započato s prodejem technických plynů pro svařování (MIG/MAG, TIG, plazma, laser, plamen) a řezání kovů (plamen, laser, plazma), pájení, potravinářství, chemický průmysl, metalurgii (odlévání, kalení, lesklé žíhání atp.). Dne 25. ledna 1993 v České republice byla zapsána do obchodního rejstříku společnost SIAD Technické plyny, od roku 2003 jako SIAD Czech spol. s r.o. Společnost sídlí v Praze, výrobní závody má v Braňanech a v Rajhradicích. Zprvu stotisícová společnost navýšila v roce 1997 základní jmění na 53,6 mil. Kč a v roce 1998 na 106,6 mil. Kč. V závěru 1998 je zprovozněn výrobní areál firmy (acetylénka a plnírna lahví) v Braňanech u Mostu. Na jaře 1998 zprovoznil SIAD v ČR jako první subjekt v oblasti technických plynů svoji internetovou prezentaci.

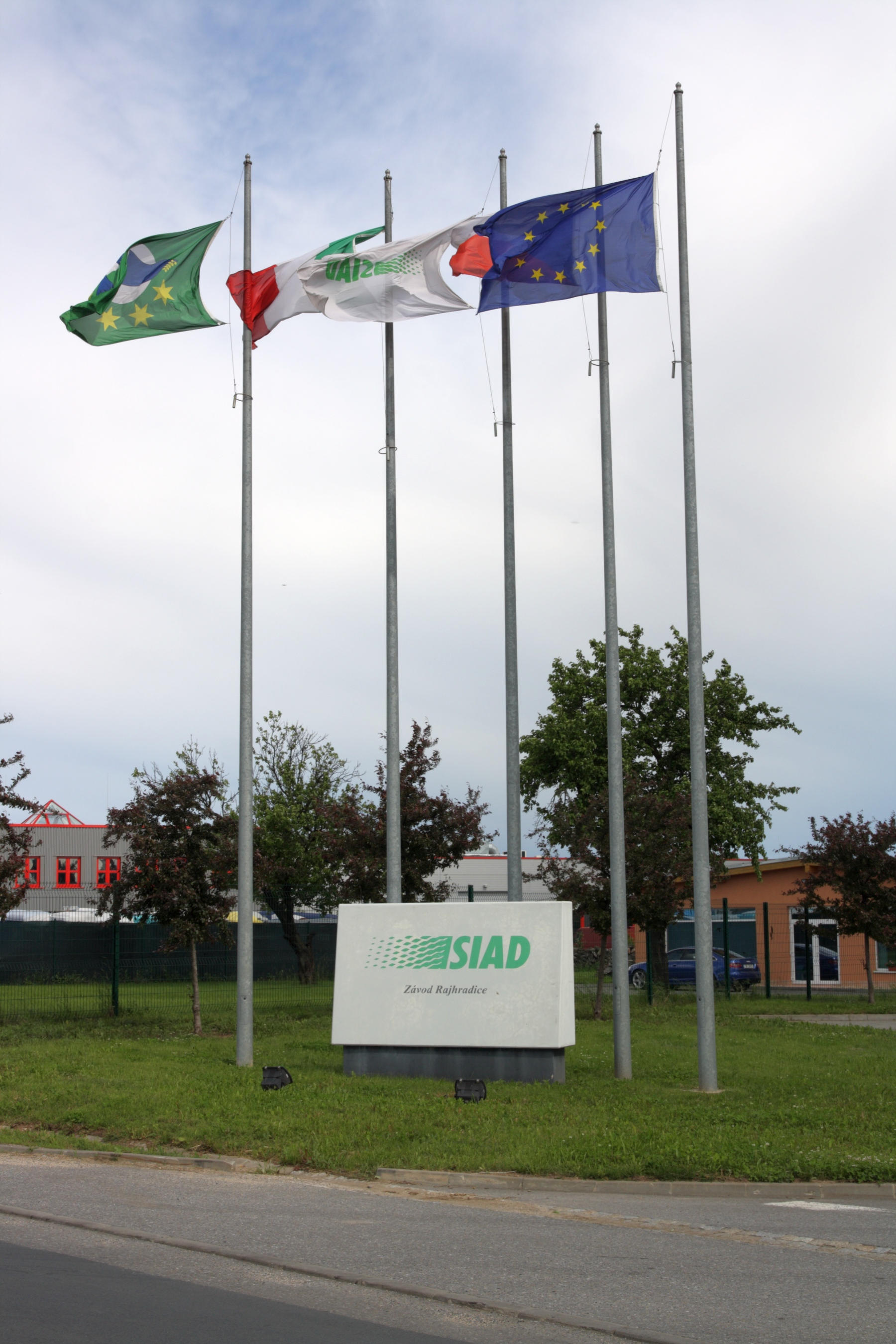
SIAD Rajhradice

Na přelomu století se SIAD v České republice posiluje kapitálově (od roku 2006 jmění 850 mil Kč) a lidsky. Dynamicky buduje svoji prodejní síť ze severních Čech až na jižní Moravu. Velmi důležitým počinem pro další expanzi společnosti na trhu technických a medicinálních plynů v ČR i v evropském subregionu jihovýchodní Evropy v následujících letech bylo zahájení provozu plnicí stanice tlakových lahví a svazků lahví, výrobníku suchého ledu a kyslíkárny v Rajhradicích u Brna. Od podzimu roku 2005 sídlí v tomto výrobním závodě i logistické centrum společnosti, marketingové democentrum a obchodní kancelář pro Moravu. V roce 2015 založil SIAD Czech dceřinou společnost ve Slezsku SIAD Poland sp. z o.o. Od roku 2015 byla v Rajhradicích do provozu uvedena i samostatná plnírna speciálních plynů a směsí s certifikovanou laboratoří (2017). Od roku 2018 byla zprovozněna v plnírna helia a jeho směsí.
Od roku 2002 je společnost SIAD Czech spol. s r .o. držitelem certifikátu managementu jakosti dle ČSN EN ISO 9001 pro vývoj, výrobu, distribuci a prodej technických, speciálních a medicinálních plynů, pro instalace a servis zařízení, pro jejich využití a pro služby a poradenství v oboru. Koncem roku 2005 SIAD Czech obhájil v auditu certifikačního orgánu TÜV CZ zavedení a používání systému environmentálního managementu dle ČSN EN ISO 14001. V prosinci 2006 se SIAD stal držitelem certifikátu systému managementu bezpečnosti a ochrany zdraví při práci dle ČSN ISO 45 001 (dříve OHSAS 18001) a od října 2006 také osvědčení Responsible Care - Odpovědné podnikání v chemii. Od března 2015 jsou potravinářské plyny SIAD certifikovány v souladu dle ISO 22000 (management jakosti potravin) a standardu HACCP (výroba potravinářských plynů). Od března 2017 je akreditována i zkušební laboratoř speciálních plynů dle normy ČSN EN ISO/IEC 17025.
V letech 2004–2021 (18 ročníků) vydával SIAD Czech pro zákazníky, dodavatele a partnery magazín Profily (povolení Ministerstva kultury MK ČR E 17927), který vycházel čtyřikrát do roka.
V letech 2003–2011 se stala společnost SIAD Czech majoritním vlastníkem fotbalového klubu FK SIAD Most. V polovině roku roce 2013 společnost SIAD jako dosavadní majitel zdarma převedla soutěžní licence a klub oproštěný od veškerých závazků z minulosti na nový subjekt FK Baník Most 1909, a.s.